# Monte Palo
Il Monte Palo (1.462 m s.l.m.) è una montagna delle Prealpi Bresciane. La montagna insiste nel territorio dei comuni di Lodrino e Casto.

## Caratteristiche
Sulle pendici, a circa 1270 m s.l.m., sorge il Rifugio Nasego.

## Salita alla vetta
Si può salire sulla vetta partendo da Lodrino o da Comero, frazione di Casto.